# Coupe de la Ligue du pays de Galles de football
La Coupe de la ligue du pays de Galles de football est une compétition annuelle de football disputée entre clubs du championnat du pays de Galles de football.
Cette compétition a été créée en 1992.

## Palmarès

### Les finales
| Édition   | Vainqueur                                                | Vainqueur                                                | Finaliste                                                | Score                                                    | Tir au but                                               | Source |
| --------- | -------------------------------------------------------- | -------------------------------------------------------- | -------------------------------------------------------- | -------------------------------------------------------- | -------------------------------------------------------- | ------ |
| 1992-1993 | Afan Lido                                                | (1)                                                      | Caersws FC                                               | 1-1                                                      | 4-3                                                      |        |
| 1993-1994 | Afan Lido                                                | (2)                                                      | Bangor City                                              | 1-0                                                      |                                                          |        |
| 1994-1995 | Llansantffraid                                           | (1)                                                      | Ton Pentre AFC                                           | 2-1                                                      |                                                          |        |
| 1995-1996 | Connah's Quay Nomads                                     | (1)                                                      | Ebbw Vale AFC                                            | 1-0                                                      |                                                          |        |
| 1996-1997 | Barry Town                                               | (1)                                                      | Bangor City                                              | 2-2                                                      | 4-2                                                      |        |
| 1997-1998 | Barry Town                                               | (2)                                                      | Bangor City                                              | 1-1                                                      | 5-4                                                      |        |
| 1998-1999 | Barry Town                                               | (3)                                                      | Caernarfon Town                                          | 3-0                                                      |                                                          |        |
| 1999-2000 | Barry Town                                               | (4)                                                      | Bangor City                                              | 6-0                                                      |                                                          |        |
| 2000-2001 | Caersws                                                  | (1)                                                      | Barry Town                                               | 2-0                                                      |                                                          |        |
| 2001-2002 | Caersws                                                  | (2)                                                      | Cwmbran Town                                             | 2-1                                                      |                                                          |        |
| 2002-2003 | Rhyl                                                     | (1)                                                      | Bangor City                                              | 2-2                                                      | 4-3                                                      |        |
| 2003-2004 | Rhyl                                                     | (2)                                                      | Carmarthen Town                                          | 4-0                                                      |                                                          |        |
| 2004-2005 | Carmarthen Town                                          | (1)                                                      | Rhyl                                                     | 2-0                                                      |                                                          |        |
| 2005-2006 | Total Network Solutions                                  | (2)                                                      | Port Talbot Town                                         | 4-0                                                      |                                                          |        |
| 2006-2007 | Caersws                                                  | (3)                                                      | Rhyl                                                     | 1-1                                                      | 3-1                                                      |        |
| 2007-2008 | Llanelli AFC                                             | (1)                                                      | Rhyl                                                     | 2-0                                                      |                                                          |        |
| 2008-2009 | The New Saints                                           | (3)                                                      | Bangor City                                              | 2-0                                                      |                                                          |        |
| 2009-2010 | The New Saints                                           | (4)                                                      | Rhyl                                                     | 3-1                                                      |                                                          |        |
| 2010-2011 | The New Saints                                           | (5)                                                      | Llanelli AFC                                             | 4-3                                                      |                                                          |        |
| 2011-2012 | Afan Lido                                                | (3)                                                      | Newtown AFC                                              | 1-1                                                      | 3-2                                                      |        |
| 2012-2013 | Carmarthen Town                                          | (2)                                                      | The New Saints                                           | 3-3                                                      | 3-1                                                      |        |
| 2013-2014 | Carmarthen Town                                          | (3)                                                      | Bala Town                                                | 0-0                                                      | 3-1                                                      |        |
| 2014-2015 | The New Saints                                           | (6)                                                      | Bala Town                                                | 3-0                                                      |                                                          |        |
| 2015-2016 | The New Saints                                           | (7)                                                      | Denbigh Town (en)                                        | 2-0                                                      |                                                          |        |
| 2016-2017 | The New Saints                                           | (8)                                                      | Barry Town United                                        | 4-0                                                      |                                                          |        |
| 2017-2018 | The New Saints                                           | (9)                                                      | Cardiff Met                                              | 1-0                                                      |                                                          |        |
| 2018-2019 | Cardiff Met                                              | (1)                                                      | Cambrian & Clydach Vale                                  | 2-0                                                      |                                                          |        |
| 2019-2020 | Connah's Quay Nomads                                     | (2)                                                      | STM Sports (en)                                          | 3-0                                                      |                                                          |        |
| 2020-2021 | Compétition annulée en raison de la pandémie de Covid-19 | Compétition annulée en raison de la pandémie de Covid-19 | Compétition annulée en raison de la pandémie de Covid-19 | Compétition annulée en raison de la pandémie de Covid-19 | Compétition annulée en raison de la pandémie de Covid-19 | [ 2 ]  |
| 2021-2022 | Connah's Quay Nomads                                     | (3)                                                      | Cardiff Met                                              | 0-0                                                      | 10-9                                                     |        |
| 2022-2023 | Bala Town                                                | (1)                                                      | Connah's Quay Nomads                                     | 0-0                                                      | 4-3                                                      |        |
| 2023-2024 | The New Saints                                           | (10)                                                     | Swansea City AFC                                         | 5-1                                                      |                                                          |        |
| 2024-2025 | The New Saints                                           | (11)                                                     | Aberystwyth Town                                         | 1-0                                                      |                                                          |        |

### Bilan par club
|    | Club                    | Titres | Finales perdues | Dernier titre | Dernière finale perdue |
| -- | ----------------------- | ------ | --------------- | ------------- | ---------------------- |
| 1  | The New Saints          | 11     | 1               | 2025          | 2013                   |
| 2  | Barry Town              | 4      | 2               | 2000          | 2017                   |
| 3  | Carmarthen Town         | 3      | 1               | 2014          | 2004                   |
| -  | Caersws                 | 3      | 1               | 2007          | 1993                   |
| -  | Connah's Quay Nomads    | 3      | 1               | 2022          | 2023                   |
| 6  | Afan Lido               | 3      | 0               | 2012          |                        |
| 7  | Rhyl                    | 2      | 4               | 2004          | 2010                   |
| 8  | Bala Town               | 1      | 2               | 2023          | 2015                   |
| -  | Cardiff MU              | 1      | 2               | 2019          | 2022                   |
| 10 | Llanelli AFC            | 1      | 1               | 2008          | 2011                   |
| 11 | Bangor City             | 0      | 6               |               | 2009                   |
| 12 | Caernarfon Town         | 0      | 1               |               | 1999                   |
| -  | Cwmbran Town            | 0      | 1               |               | 2002                   |
| -  | Denbigh Town            | 0      | 1               |               | 2016                   |
| -  | Ebbw Vale               | 0      | 1               |               | 1996                   |
| -  | Newtown AFC             | 0      | 1               |               | 2012                   |
| -  | Port Talbot Town        | 0      | 1               |               | 2006                   |
| -  | Ton Pentre AFC          | 0      | 1               |               | 1995                   |
| -  | Cambrian & Clydach Vale | 0      | 1               |               | 2019                   |
| -  | STM Sports (en)         | 0      | 1               |               | 2020                   |
| -  | Swansea City AFC        | 0      | 1               |               | 2024                   |
| -  | Aberystwyth Town        | 0      | 1               |               | 2025                   |